# Avima bubonica
Avima bubonica is een hooiwagen uit de familie Agoristenidae.